# BU-P-1001
La BU-P-1001, también conocida coloquialmente como carretera de Arcos, es una carretera provincial que une la ciudad de Burgos con la localidad de Arcos de la Llana.
Esta carretera llega hasta la localidad de Villahoz, aunque bajo otras denominaciones como BU-P-1007. Atraviesa también Villagonzalo Pedernales, uno de los municipios más poblados del área metropolitana de Burgos junto con Arcos.

## Características
Posee una longitud total de 9 km. Comienza a partir de la rotonda Madrid, en la zona sur de la ciudad de Burgos.
El inicio de la carretera es cabecera de la línea 2 de los autobuses urbanos, que comunica la zona con el Hospital Universitario de Burgos.

## Trazado
Une la zona sur de la ciudad de Burgos con Arcos. Pasa también por el municipio de Villagonzalo Pedernales.